# Vin demi-sec
Vin demi-sec se dit de celui dont la teneur en sucre va de 2 grammes à 30 grammes par litre de vin. Dans le cas d'un vin effervescent il s'agit uniquement de la teneur en sucre de la liqueur de dosage. Le demi-sec est dans ce cas le vin effervescent dont la liqueur de dosage titrait entre 33g et 50g par litre de liqueur.